# Luis Bayón (escultor)
Luis Bayón Torres es un escultor brasileño, nacido en Barcelona.

## Datos biográficos
Llegó al Brasil cuando contaba 10 años de edad.
Formado en artes plásticas por la Fundación Armando Alvares Penteado, se especializó en Magisterio de Arte por la ECA - Escuela de Comunicación y Artes de São Paulo y en Escultura por la UB - Universidad de Barcelona.
Asiduo del taller del escultor Nicolas Vlavianos allí desarrolló proyectos propios de escultura en hierro y acero inoxidable. Comenzó a tallar la piedra para hacer esculturas cuando conoció al escultor suizo Rinaldo Willi.
En Barcelona fue alumno en las aulas del escultor español Mariano Andrés Vilella, y en São Paulo de Alvaro Franklin.
Es miembro de la APAP, Associação Profissional de Artistas Plásticos de São Paulo.
Ha ejercido como profesor durante más de veinte años, impartiendo conocimientos de Arte, Escultura y Modelado, en el Museo Brasileño de la Escultura y en el Centro Universitario de Bellas Artes de São Paulo.